# Nuestra Señora de la Fuensanta (Córdoba)
Nuestra Señora de la Fuensanta Coronada es una imagen escultórica de la Virgen María, bajo dicha advocación, que se venera en la ciudad de Córdoba (España). Se encuentra en el Santuario homónimo y es patrona de la ciudad
 y de la Agrupación de Cofradías. Su fiesta es celebrada por la iglesia católica el día 8 de septiembre, día de la Natividad de la Virgen.

## La imagen
Se trata de una escultura de bulto redondo de la Virgen María, realizada en arcilla policromada. La Virgen se muestra de pie con el Niño sobre el brazo izquierdo, agarrando su mano con el otro. Visten túnica y manto rematado en dorado, los cuales forman pliegues hasta sus pies.
Es una obra del círculo del escultor Lorenzo Mercadante de Bretaña, realizada en el siglo XV, aunque ha sufrido transformaciones posteriores.

## Historia

### Origen
El origen de la imagen se enmarca dentro de una leyenda que corresponde al denominado “ciclo de los pastores”. Esta leyenda habla de un devoto que en 1420, gracias a una aparición milagrosa de la Virgen María y los Santos Acisclo y  Victoria, encontró una fuente de la que manaba un agua que le permitió curar a su mujer e hija, las cuales se encontraban gravemente enfermas. Sobre 1442, un ermitaño decidió talar la higuera que se encontraba junto a la fuente, intrigado por el motivo de las curaciones milagrosas. En su interior apareció una escultura que, en un primer momento, se afirmó que fue escondida en época preislámica. La particularidad de este relato reside en que la imagen apareció rota, encargándose una imagen nueva. 
Al poco tiempo del hallazgo comienza la construcción de un  santuario, estando las obras terminadas en 1494. De igual forma, se edificó un humilladero sobre el "pocito" del que manaba el agua milagrosa.

EN ESTE BENERABLE SITIO, CERCA D ESTA STA PUENTE EN LA QUE LA NATURALEZA HABIA CRIADO UN FRONDOSO CABRAHIGO EN CUYO TRONCO CONTENIA LA SAGRADA YMAG. QUE EN ESTE STO TEMPLO SE BENERA, LA QUE OCULTO UN CRISTIANO EN LA ENTRADA DE LOS MOROS EN CORDOBA (...). 
Fragmento de la inscripción sel retablo cerámico del pocito.

Con el paso del tiempo, la devoción de la imagen fue aumentando, recibiéndose numerosas donaciones y exvotos, muchos de los cuales pueden apreciarse en las paredes de las dependencias anexas al Santuario y su patio. Consta la formación de una hermandad en torno a la imagen en el año 1518, de corta duración pues fue disuelta en 1519.

### Historia reciente
Durante la invasión francesa, en el año 1808, el pueblo de Córdoba nombró a la imagen generala del ejército popular. Con la llegada de los invasores, al encontrarla adornada con una banda militar, fue tirada desde su camarín, rompiéndose en tres partes al caer sobre el suelo.
En el verano de ese mismo año el cabildo catedralicio autorizó una restauración de la imagen, que concluyó el 26 de agosto de 1808. La reconstrucción a la que fue sometida no respetaba la forma de la imagen original, por lo que fue restaurada nuevamente a finales de dicho siglo.
En el año 1979, la imagen se encontraba en la  Parroquia de Santiago Apóstol, debido a las obras que en ese momento se estaban efectuando en su  Santuario. Al declararse un incendio en dicha parroquia, el humo de este dañó seriamente su policromía, teniendo que ser intervenida por Martínez Cerrillo. 
Años más tarde, la Agrupación de Cofradías solicitó su nombramiento como su patrona, trasladándose procesionalmente la imagen hasta la Mezquita Catedral en 1987 para celebrar dicho acto. Para esta ocasión, se emplearon las andas de la Virgen de la Alegría y el templete de Villaviciosa.

Ante, la petición que nos ha formulado la Agrupación de Hermandades y Cofradías de Penitencia de la Ciudad de Córdoba para que nombremos Patrona de la misma a la Santísima Virgen de la Fuensanta (Co-Patrona de Córdoba), oído el parecer favorable de nuestro Delegado en dicha Agrupación, por el presente y en virtud de las facultades que nos concede el Derecho Canónico vigente, DECLARAMOS PATRONA DE LA AGRUPACIÓN DE HERMANDADES Y COFRADÍAS DE PENITENCIA DE LA CIUDAD DE CÓRDOBA A NUESTRA SEÑORA LA SANTÍSIMA VIRGEN MARÍA EN SU ADVOCACIÓN DE LA FUENSANTA, esperando que ello redunde en gloria de Dios, honor y culto de la Santísima Virgen y provecho espiritual de todos los Cofrades y del pueblo de Córdoba.
Dado en Córdoba a siete de diciembre de mil novecientos ochenta y siete, Víspera de la Solemnidad de la Inmaculada Concepción de la Virgen María, en el Año Mariano promulgado por S.S. Juan Pablo II.

Aprobación del patronazgo sobre la Agrupación de Cofradías

A finales del año 1993, el Papa Juan Pablo II autorizó la Coronación Canónica de la Patrona, dando comienzo a una serie de actos que coincidieron con el cincuentenario de la Agrupación de Cofradías.
Previamente a la Coronación se celebró solemne triduo en la capilla mayor de la Catedral. En el día 2 de octubre del año 1994 la imagen fue coronada canónicamente por el nuncio del papa en el  Bulevar del Gran Capitán, contando el acto con una asistencia de 8000 personas. Como hecho curioso, en el transcurso se la misa se produjo el baile de los seises, algo poco común en la ciudad. Posteriormente, la imagen regresó en procesión hasta su Santuario, encontrándose las calles engalanadas con altares al paso de la procesión. El acompañamiento musical corrió a cargo de la banda de música de Soria 9.
Con motivo del Jubileo del 2000, el 25 de marzo de 2000 la imagen salió de su Santuario para presidir la solemnidad de la Anunciación del Señor en la Catedral. El regreso tuvo lugar en la mañana del día siguiente .

## Salida Procesional

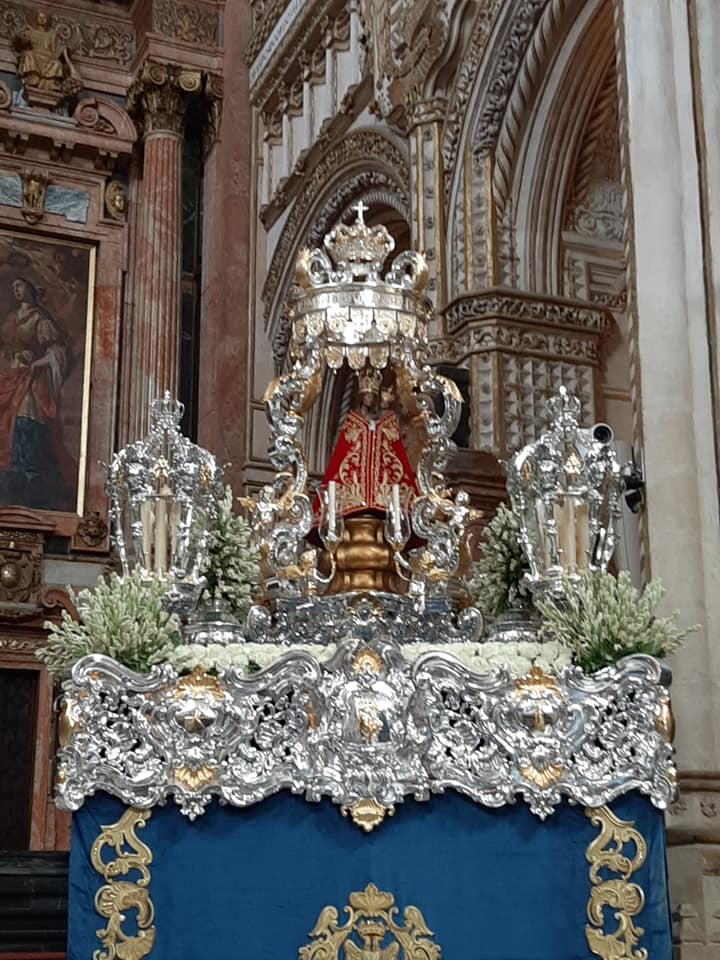
Nuestra Señora de la Fuensanta sobre su paso procesional en la Mezquita Catedral

Desde el año 2011 la imagen realiza su  procesión ordinaria en torno al día de su festividad. Durante tres años la imagen salió en la mañana del 8 de septiembre por su barrio. Fueron empleados los pasos de la Divina Pastora, el Socorro y la Alegría, junto con el baldaquino de Villaviciosa, ya empleado en anteriores procesiones. Para la ocasión, acompañó la Banda de Música de María Santísima de la Esperanza. Los dos años posteriores sería la extinta Banda de Música de la Merced.
En el año 2014 se decide crear un proyecto de paso propio para la patrona y comenzar la procesión en la  Mezquita Catedral. Desde entonces la imagen es trasladada sobre unas andas en la tarde del día 6 de septiembre desde su santuario hasta la catedral, regresando el día siguiente en procesión. En este caso la imagen fue acompañada por la Banda Municipal «Maestro Enrique Galán» , de Rota (Cádiz).
En la procesión magna "Regina Mater" la Virgen de la Fuensanta cerró el cortejo sobre un paso formado por elementos prestados por diferentes cofradías. El modelo establecido en este acontecimiento sería el seguido para el diseño del nuevo paso. Cabe destacar que, para la ocasión, la imagen fue trasladada desde su santuario hasta la Parroquia de Santiago Apóstol para realizar desde allí la procesión.
La primera fase del nuevo paso fue estrenada en el año 2017 y consistía en los faldones bordados y un baldaquino de estilo rococó, en el que destaca la inscripción "REGINA CORDUBENSIS". En 2018 se estrenó el respiradero frontal y en el año posterior se completó con los laterales y el trasero. 
Durante el año 2019, en conmemoración del 25.º aniversario de la Coronación Canónica, la imagen visitó varios templos de la ciudad. En la mañana del 1 de septiembre partió hacia la Parroquia de Santiago, pasando en los días sucesivos al Carmen de Puerta Nueva, San Cayetano, San Francisco y  San José y Espíritu Santo, para finalmente llegar a la  Mezquita Catedral en la noche del 7 de septiembre, regresando a su santuario en procesión al día siguiente.
Finalmente, en 2020 se completó con los faroles y el acabado de la peana. Al no poderse realizar la procesión a causa de la pandemia, la imagen se trasladó de forma privada hasta la catedral para la presentación del nuevo paso. En el año 2021, debido a las restricciones todavía vigentes, se realizó un rosario en el Patio de los Naranjos sobre unas sencillas andas, habitualmente usadas para los traslados.
El nuevo paso al completo fue estrenado en la calle en el año 2022. Desde el año 2016 acompaña a la Virgen la Banda de Música del Maestro Tejera, de Sevilla.

## Patronazgo
Las primeras referencias como "Compatrona" aparecen en documentos del siglo XVIII, generalmente pertenecientes al cabildo de la catedral. El origen de su patronazgo no queda claro, es posible que, al contar el cabildo catedralicio con el patronazgo sobre el santuario, los cultos hacia la imagen adquirieran cierto grado de oficialidad, acudiendo representaciones de diferentes autoridades. Podemos encontrar una de las alusiones más antiguas en una obra pictórica realizada por Isidoro Espejo-Saavedra, en el año 1813, que se conserva en Las Ermitas.
 

Invencion de la milagrosa imagen de Ntra. Sra. de la Fuen-Santa Patrona de la Ciudad de Cordoba, hallada dentro del tronco de un cabrahigo segun revelacion que le fue hecha, estando en oracion, à un Venerable Hermano de la Congregacion de Hermitaños de la Albayda en la Sierra extramuros de la misma Ciudad año de 1442.
ESPEJO SAAVEDRA PINXIT ANNO 1813. 
 

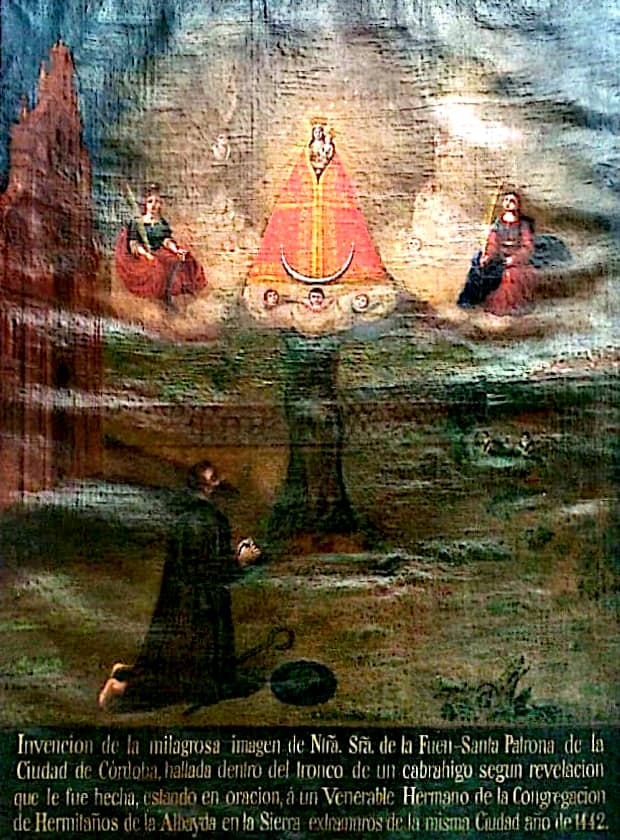
Pintura de Isidoro Espejo-Saavedra, 1813. Ermitas de Córdoba.

Texto del cuadro que se conserva en Las Ermitas.

En el año 1987 fue reconocida como Patrona de las cofradías y en el año 1994, en el decreto de su Coronación Canónica, Juan Pablo II la reconoció como Patrona de la ciudad. 
En ocasiones, puede emplearte el término copatrona, en alusión al patronazgo compartido con los mártires Acisclo y  Victoria.

En Córdoba, antigua e insigne ciudad de España, desde el siglo XV rinden una particular veneración los fieles de la ciudad y de toda la diócesis a la hermosa imagen de la Bienaventurada Virgen María, bajo la advocación de Nuestra Señora de la Fuensanta, Patrona de la misma ciudad. (…)
 
Por este motivo, en carta de 23 de julio de 1993, Nuestro Venerable Hermano JA. Infantes Florido, Obispo de Córdoba, manifestando los deseos de su clero y pueblo, solicitó que la imagen mencionada pudiera ser coronada con preciosa corona en nuestro nombre y autoridad. (…) En consecuencia, por decreto de la Sagrada Congregación del Culto Divino y Disciplina de los Sacramentos, que ratificamos, en virtud de la posteridad apostólica concedemos que la imagen de la Bienaventurada Virgen Maria bajo la advocación de Nuestra Señora de la Fuensanta pueda ser coronada en nuestro nombre y con nuestra autoridad según el rito litúrgico aprobado. (…)
Dado en Roma, junto al Santo, bajo el anillo del Pescador el dia 18 de octubre del año 1993, décimoséptimo de Nuestro Pontificado.
 

Fragmento del decreto de Coronación Canónica por Juan Pablo II.

## Ajuar y patrimonio
La imagen de la Fuensanta tradicionalmente ha sido poseedora de un rico patrimonio, que se ha ido perdiendo por el devenir histórico. El saqueo del Santuario por los franceses o su remodelación de finales del s.XX ha supuesto en gran parte la pérdida de este. En los últimos años se ha ido enriqueciendo con nuevas donaciones.

### Mantos
En un principio la imagen fue concebida de talla completa, pero posteriormente, siguiendo los gustos de nuevas épocas, la imagen comenzó a recubrirse con mantos. Así pues es posible comprobar en viejas estampas como la imagen se encuentra completamente recubierta por telas, costumbre que se ha recuperado recientemente para sus cultos.
En su ajuar podemos encontrar:
- Manto blanco, con adornos florales.
- Manto rojo bordado en oro con motivos florales, actualmente en desuso.
- Manto dorado, donado en 1922 y restaurado en 2014 para su traslado a la  Mezquita Catedral.
- Manto azul de encaje de bolillos con hilo de plata, realizado por una devota en el año 2018, siguiendo las medidas de otros preexistentes[8].
- Manto rojo con bordados del siglo XIX, donado por la Hermandad del Carmen de San Cayetano en 2019, con motivo de la visita de la Patrona a su sede en los actos del 25° aniversario de la Coronación. Es obra de Antonio Villar [9].
- Manto en seda brocada en tonos rosas y rojos, del siglo XVIII, restaurado en 2023 por la camarera de la Virgen [10].
- Manto celeste con estampado floral en rosa, morado y dorado. Fue confeccionado por su camarista y donado por una familia devota en 2024, con motivo del 50 aniversario de la declaración del Santuario como parroquia [11].

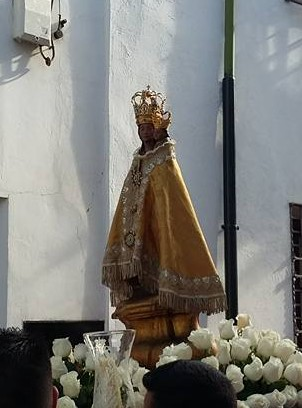
Manto dorado de 1922
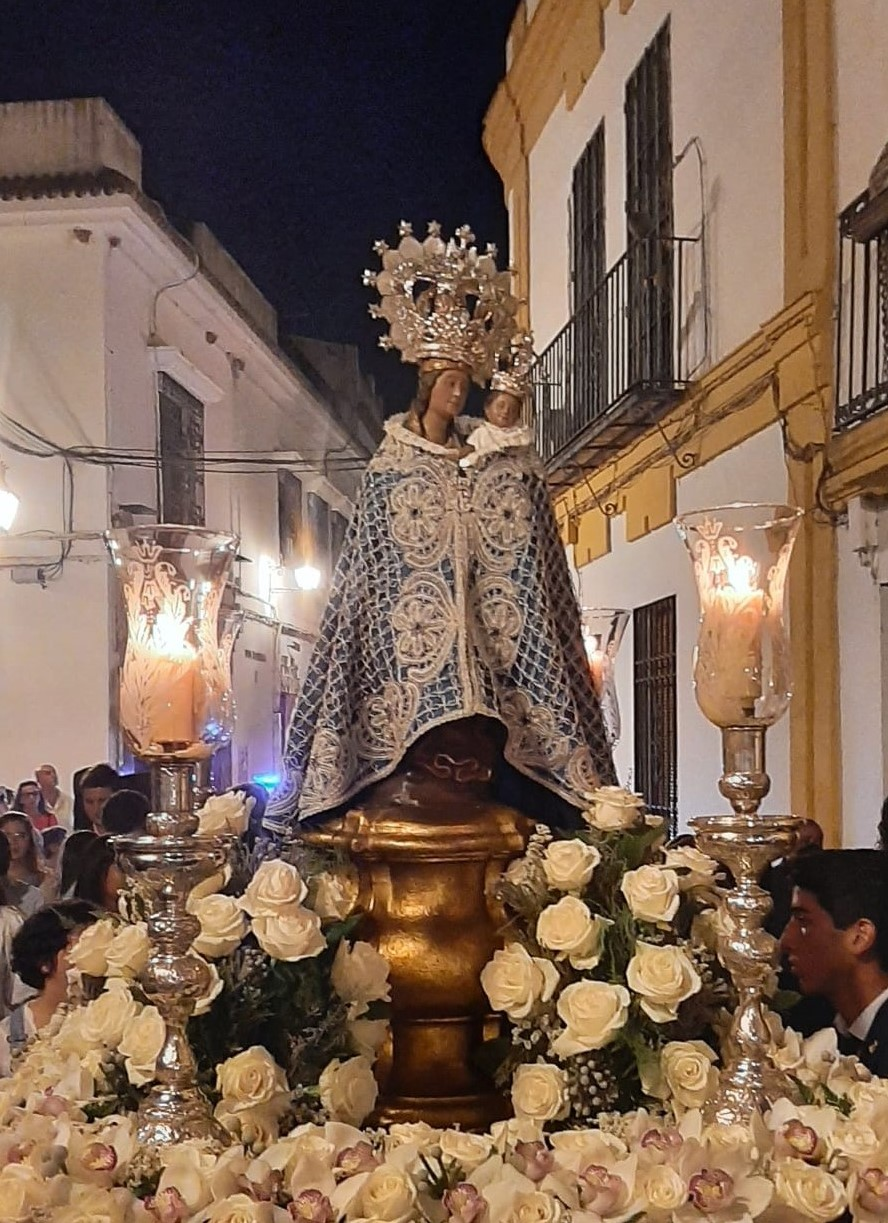
Manto azul de encaje de bolillos
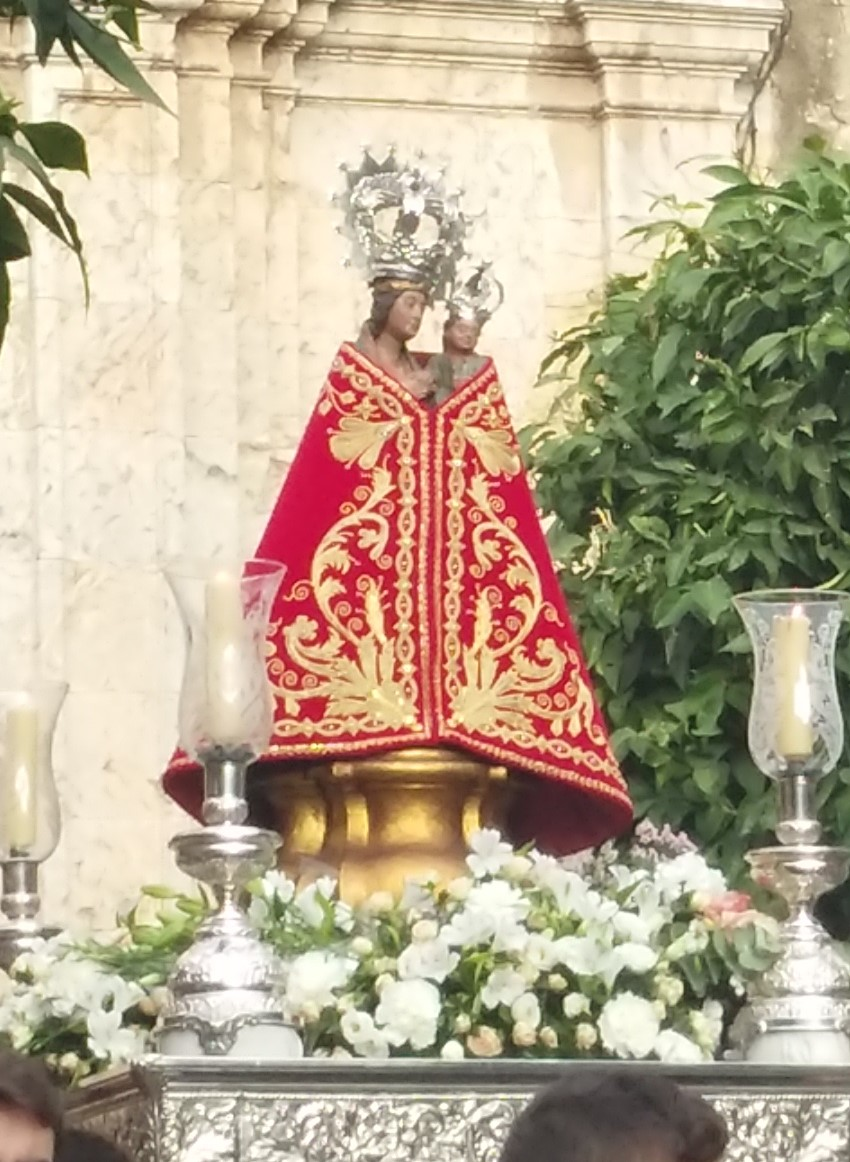
Manto del 25º aniversario de la coronación
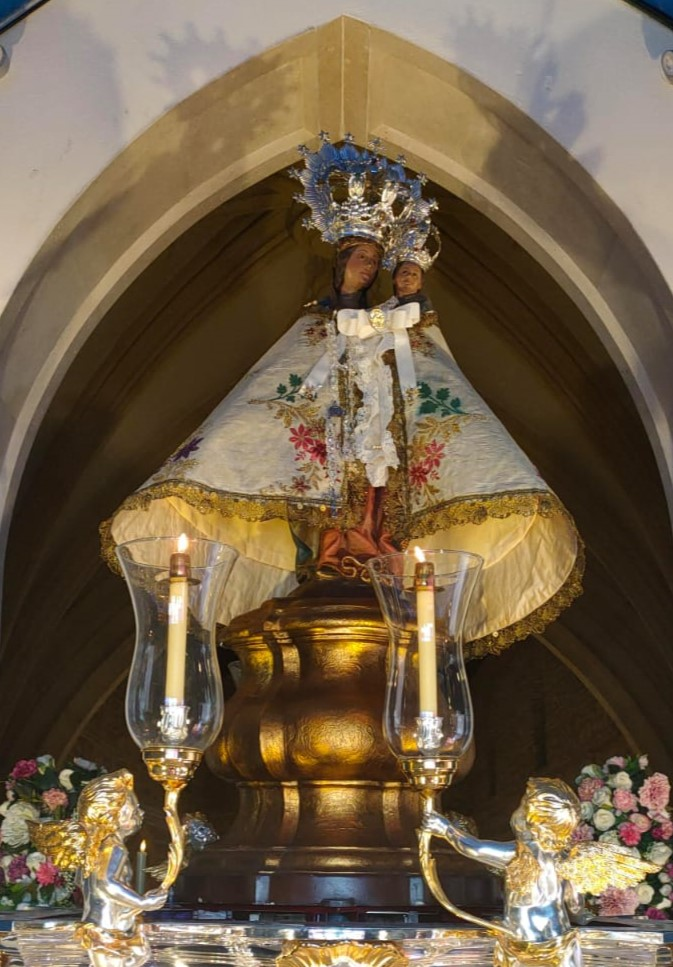
Manto blanco con adornos florales.
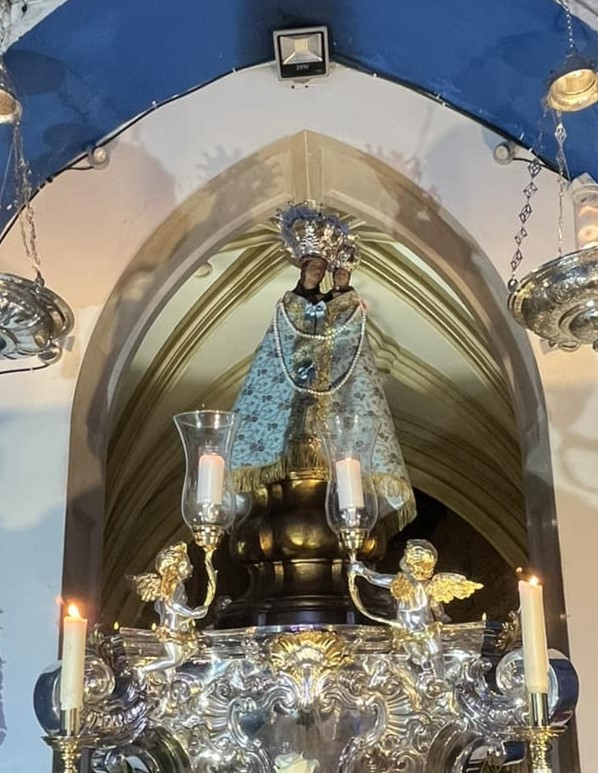
Manto del 50º aniversario de la parroquia
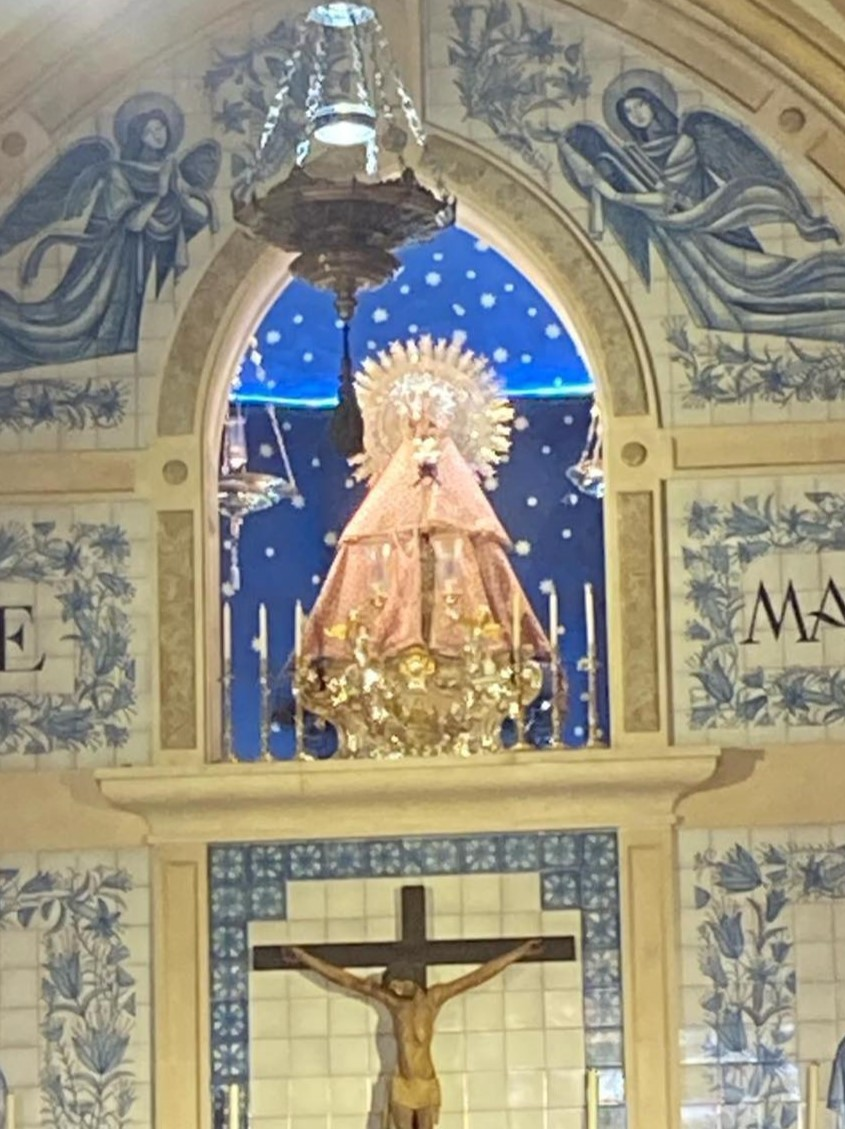
Manto en seda brocada en tonos rosas y rojos

### Coronas
A lo largo de la historia la Virgen de la Fuensanta y el niño han contado con varias Coronas que, por diversas circunstancias, no se han conservado en su totalidad. En la actualidad poseen:
- Coronas de la Coronación, realizadas en 1994 para dicho acto.
- Corona de diario, donada por un devoto según consta en una inscripción grabada en esta. La porta habitualmente la imagen en el Santuario.
- Ráfaga o resplandor circular, fechada en el siglo XIX. Fue usado hasta finales del siglo XX y se recuperó en 2023.[12]

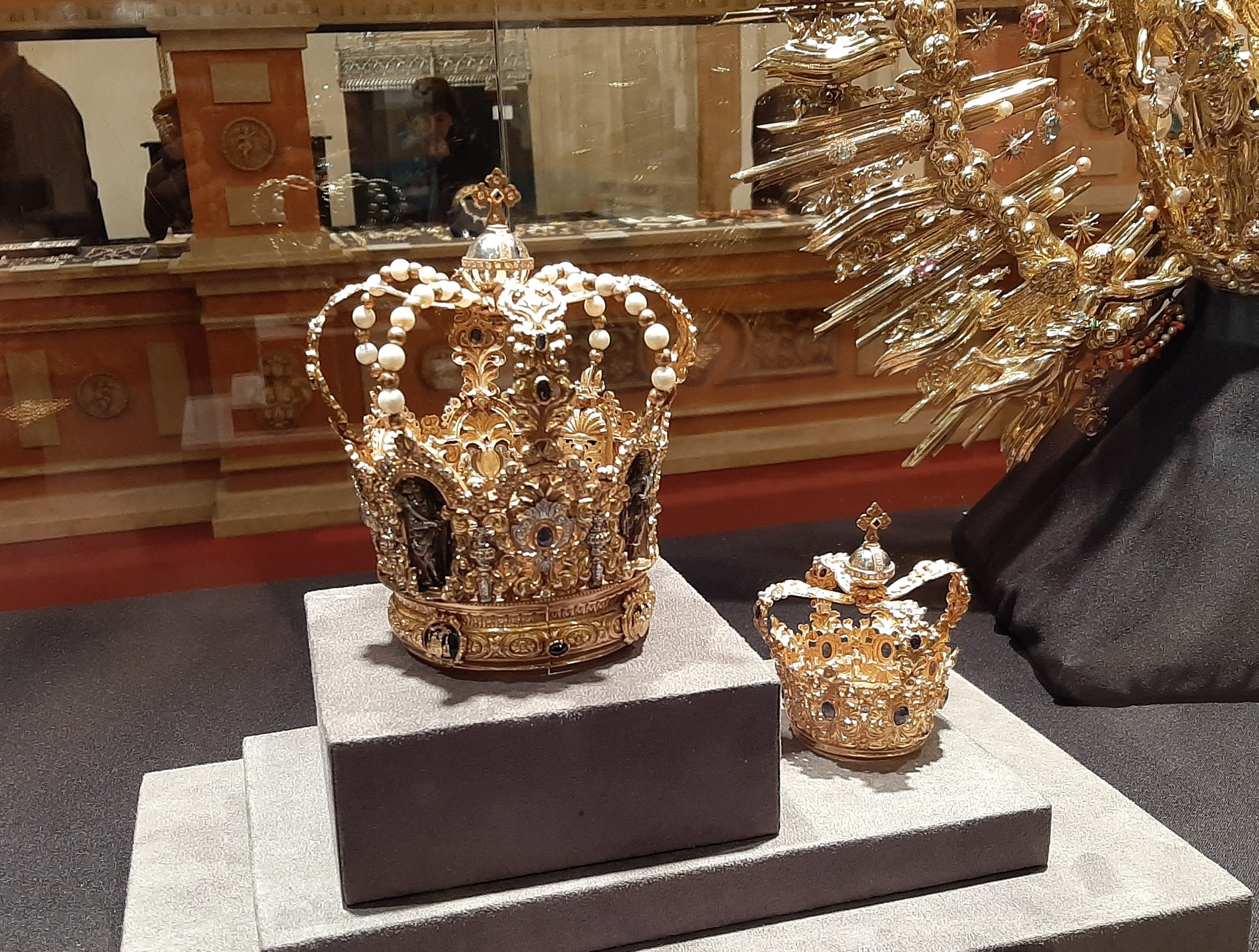
Coronas de la Coronación Canónica
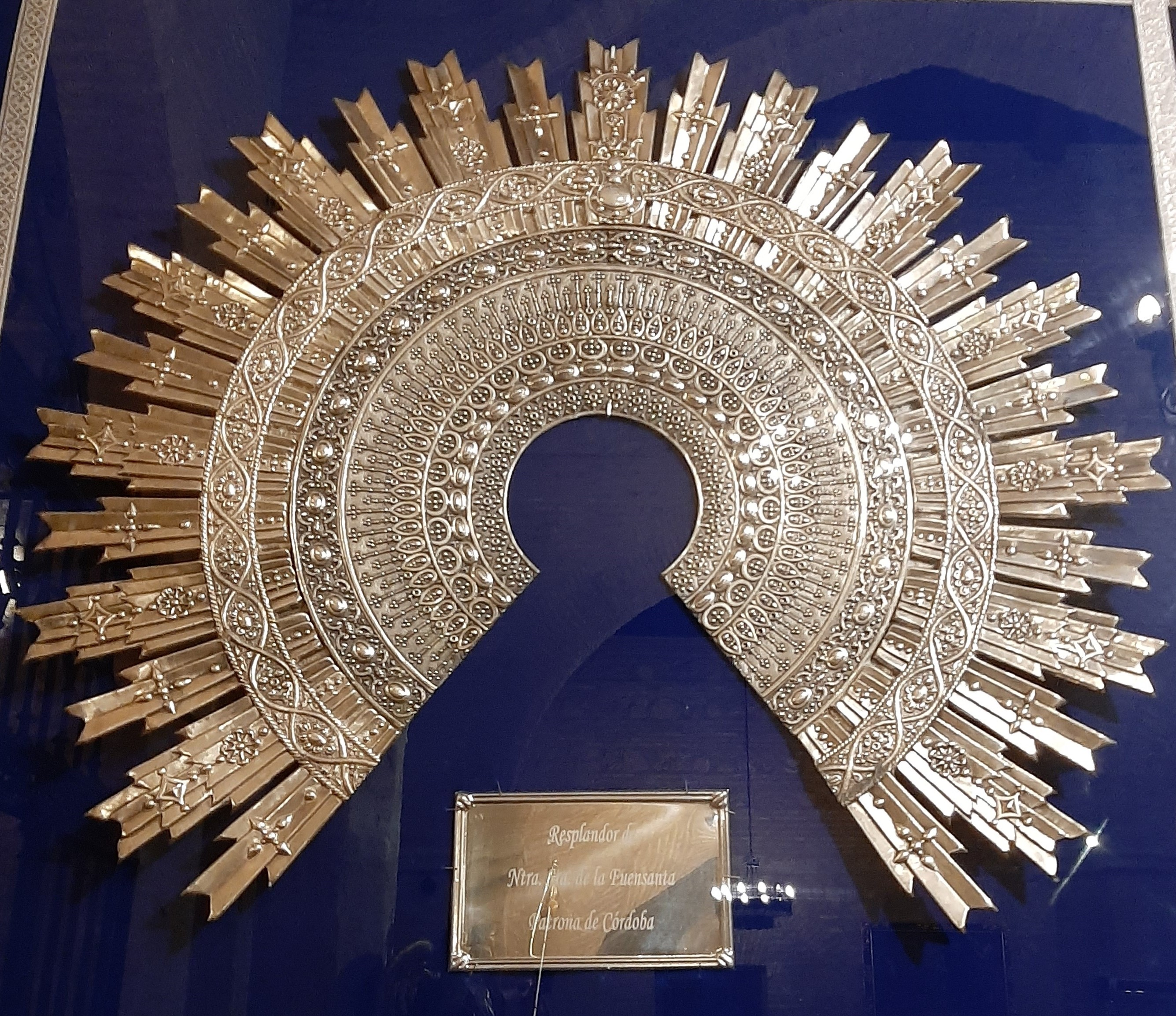
Ráfaga o resplandor

### Otros elementos
- Estandarte de la Virgen. Está bordado en oro sobre fondo azul celeste, se estrenó en las primeras procesiones desde la Catedral.
- Peana con forma de nube decorada con cabezas de ángeles, habitualmente usada por la Virgen en su camarín. En desuso desde el estreno de la peana procesional.

- Baldaquino de Villaviciosa, propiedad del Cabildo de la Catedral. Usado frecuentemente en las procesiones hasta la realización del actual.

- Broche con las siglas "FC" (Fuensanta Coronada), donado por el Ayuntamiento en el 25° Aniversario de la Coronación.

- Medalla de la Agrupación de Cofradías, regalada en 2023.

- Broche con la forma del caimán que se encuentra en el atrio del santuario.

- Cinta azul con el escudo de la Pro-Hermandad de la Bondad

- Cinta con la bandera de España con la cruz de Santiago.

- Broche con forma de las tradicionales campanitas.

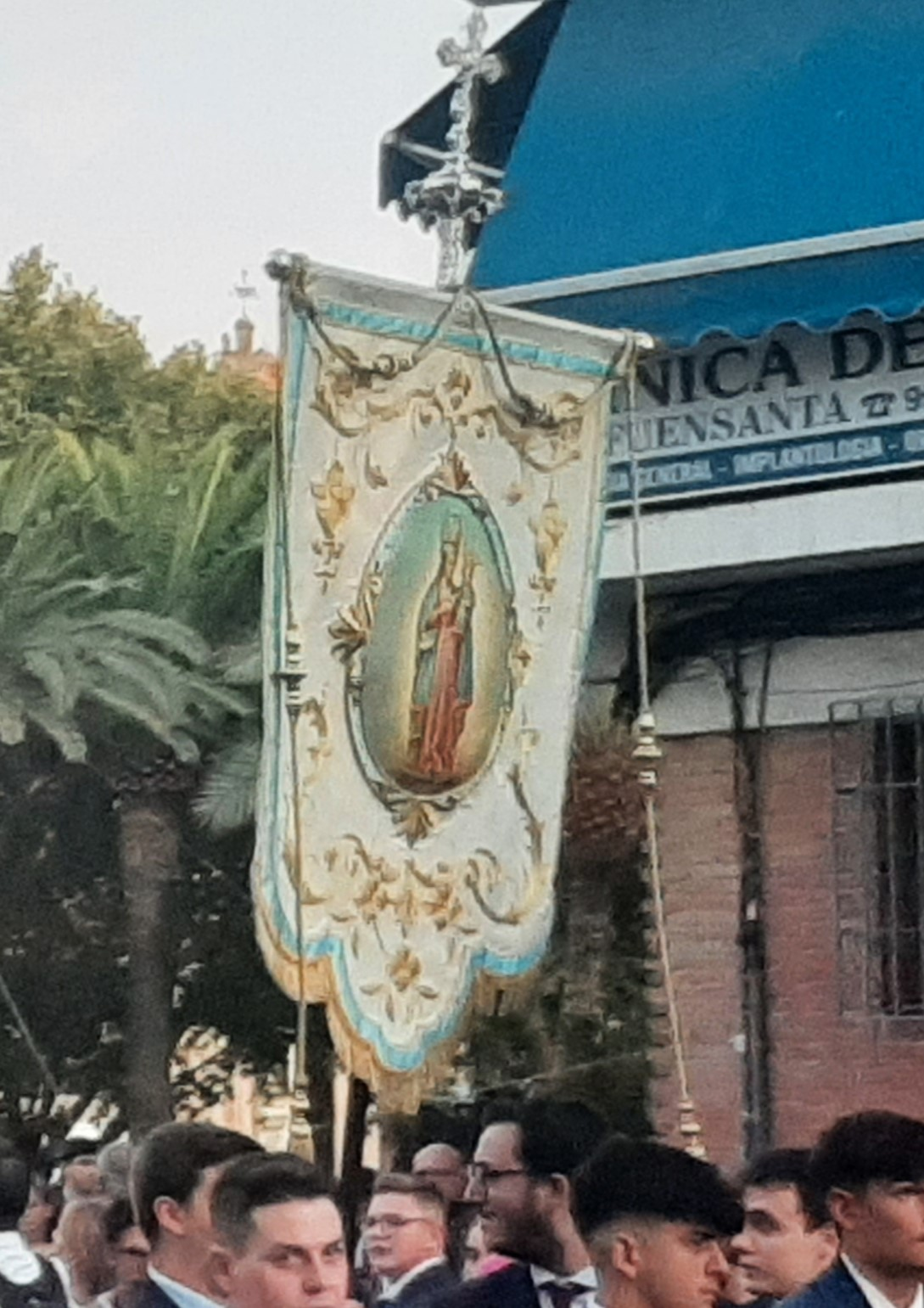
Estandarte de la Virgen
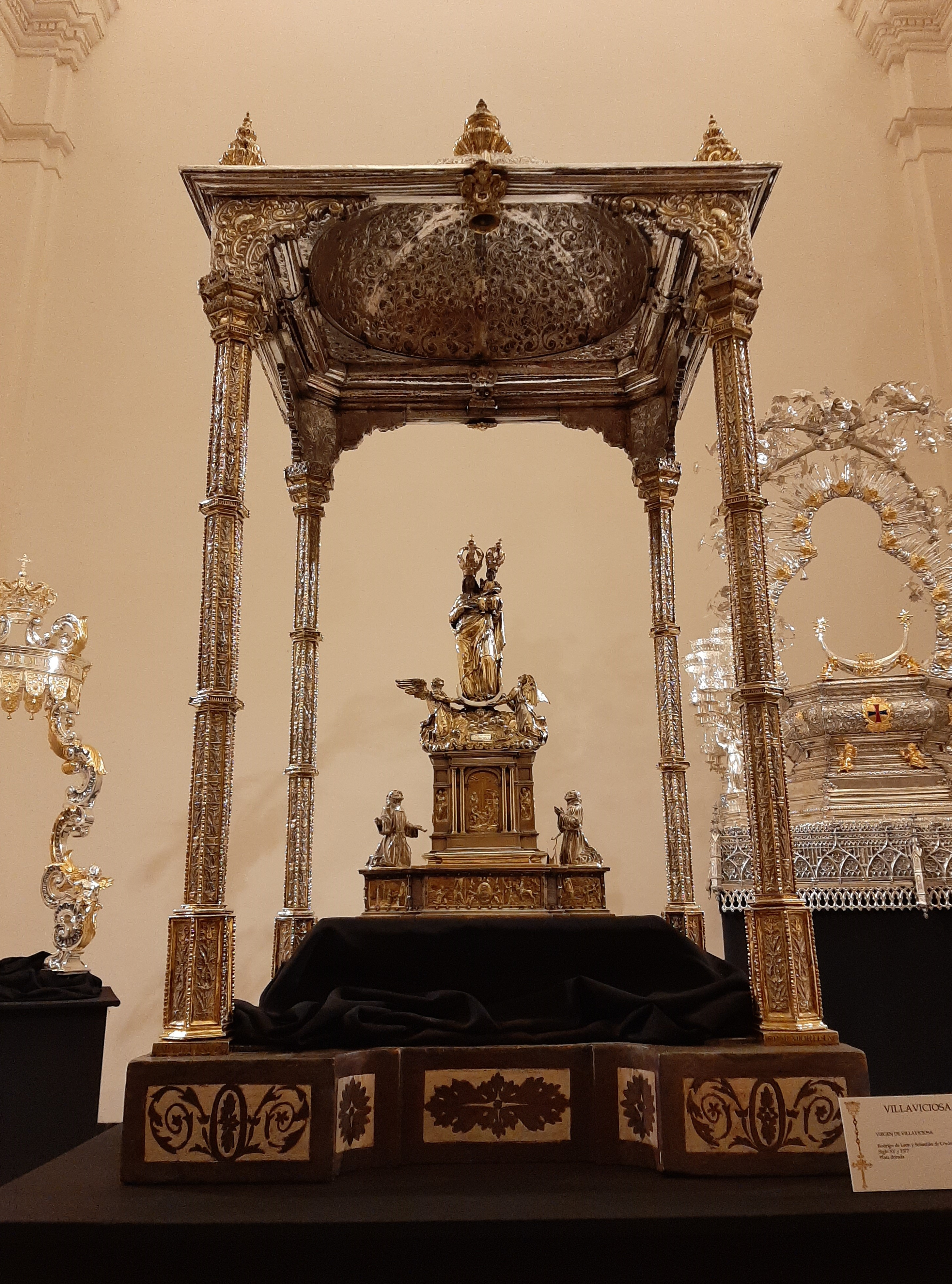
Baldaquino de Villaviciosa, con la imagen homónima

## Patrimonio Musical
- "Fuensanta Coronada". Compuesta para banda de música por Abel Moreno en 1994, con motivo de la Coronación Canónica. Estrenada por la banda de Soria 9.
- "A tí, Fuensanta". Compuesta para banda de cornetas y tambores por Israel Guijarro en el año 2000. Estrenada por la Banda de Cornetas y Tambores de Nuestra Señora de la Fuensanta (Córdoba).
- "Fuensanta". Compuesta para banda de cornetas y tambores por José María Sánchez Martín en 2017. Estrenada por la Banda de Cornetas y Tambores Caído-Fuensanta (Córdoba).
- "Himno a Nuestra Señora de la Fuensanta". Escrito por Antonio Sánchez Castro en 1987, estrenado por la Coral de Nuestra Señora de la Fuensanta (Córdoba).